# Шахре-Бази
Шахре-Бази, перс. شهر بازی‎ (букв. Город игр, ранее назывался Луна-парк) — крупнейший парк развлечений в Тегеране. Сооружён в начале 1970-х гг. под названием «Луна-парк», после Исламской революции закрыт, после войны вновь был открыт в 1988 г. под новым названием «Город игр». Принадлежит правительству Ирана. Благодаря своей популярности и прибыльности в последние несколько лет парк был существенно модернизирован, ежегодно его посещают около 2.5 млн посетителей (2-е место на Ближнем Востоке после «Дубайленда», который посещают 3 млн посетителей в год).
Парк открыт 10 месяцев в году, закрывается зимой из-за холодного климата. Входная плата составляет около 3 долларов для взрослых, вход для детей до 7 лет свободный.